# ハンミョウ科
ハンミョウ科（ハンミョウか、学名: Cicindelidae）は、コウチュウ目（鞘翅目）の科の一つ。最近の分類ではオサムシ科に含まれ、ハンミョウ亜科（学名: Cicindelinae）とする。幼虫・成虫とも肉食性の甲虫である。ハンミョウと総称されるが、これは日本のハンミョウ類でもっとも目にする機会が多いナミハンミョウ（学名: Cicindela japonica）を示す和名でもある。

## 形態・生態
世界最大のハンミョウは、アフリカ南部に分布するオオエンマハンミョウで、体長6cmに達し、巨大な顎を持つ。本種は「タイガービートル」の名でペット用に販売される。日本最大の種類は体長20mmほどのハンミョウ（ナミハンミョウ）。
成虫は体に対して頭部が大きく、複眼や大顎が発達している。また、脚も細長く発達している。体色は種類によって様々で、全身が黒いものもいれば、斑紋や金属光沢のある鮮やかな体色のものもいる。
動作は非常に敏捷で、素早く走り回ったり翅を使って飛び回ったりする。ただし、通常の生活で飛ぶ距離は数十m以内で、広域分散を行うときを除くと、空高く飛んだり長距離を飛び続けることはあまり行わない。中にはマガタマハンミョウにみられるように後翅が退化した種もいて、これらは飛ぶことができない。
岩場、砂漠、川原、海岸など植物の少ない環境に生息し、昼行性の種がよく知られるが、森林の樹上で生活する種、あるいは夜行性の種もいる。
食性は肉食性で、ハエやアリなどの小昆虫の他、ヨコエビ、ミミズなども捕食する。ハンターのイメージが独り歩きしている彼らだが、昆虫の死骸も食べる。また、おもに小型種が飼育下で削り節（鰹節）や粉砕処理したドッグフード等の“死に餌”も盛んに食べることはあまり知られていない。大型種であるハンミョウも、生肉の小片を与えると食べることがわかっている。
成虫は粘土質の固くしまった裸地の土中などに一粒ずつ離して卵を産みつけ、孵化した幼虫はそのまま卵のあった場所の土壌を掘り下げて巣穴とする。幼虫の巣穴は、産卵の行われた場所に垂直に掘られた円筒形の深い穴であり、温帯産のハンミョウの多くでは地表に巣穴を掘るが、熱帯や亜熱帯には木の幹に巣穴を掘る種もある。海岸の岩礁にみられるシロヘリハンミョウでは、海岸の岩石が風化して、亀裂に粘土質の風化生成物がたまったところに巣を掘っている。幼虫も肉食性で、巣穴の円形の入り口付近を、円盤状の頭部と前胸でマンホールの蓋のように塞いで待ちかまえ、付近を通るアリ等の昆虫を捕らえ、中に引き込んで食べる。巣穴から勢いよく飛び出し、大顎で獲物を捕らえる様はびっくり箱のようである。このとき、力の強い獲物に巣穴の外に引きずり出されないよう、幼虫の背面には前方を向いたかぎ状の突起が備わっており、これを巣穴の壁に引っ掛けている。3齢が終齢であり、充分成長した終齢幼虫は巣穴の口を土でふさぎ、巣穴の底を蛹室に作り替えて蛹となる。

## 分布
熱帯・亜熱帯を中心に亜寒帯まで、世界中から2,000種程が知られている。うち日本に分布するのは26種・9亜種である。ハンミョウ類の生息環境は多岐にわたるが、日本産に限れば、植物の少ない環境に生息する昼行性の種類が多い。

## 人間との関わり
漢方の生薬にある「斑猫（はんみょう）」は、かなり縁遠いツチハンミョウ科のマメハンミョウやミドリゲンセイなどを指す。これらは非常に強いカンタリジンという毒性成分を含み、日本国外では実際に暗殺に利用された例がある。しかし、日本では江戸時代の初期に渡来した『本草綱目』を訳した際の間違いで、ハンミョウ科のものがそれだとされてしまった。そのため、実際にハンミョウ科の昆虫の粉が忍者などによって暗殺用の毒薬に使われたとも言われる。特に種としてのハンミョウはその鮮やかな色彩も相まって、いかにも毒がありそうに見えるのも、このような誤解の一因でもあろう。そのため、ハンミョウに毒があるとの誤解は長く残り、今も結構な知識人にもこの誤解を持つ人がいるという。ハンミョウ科の昆虫には実際には毒はない。ただし、大顎で噛まれるとかなり痛いので、注意しなければならないことに変わりはない。

## 下位分類

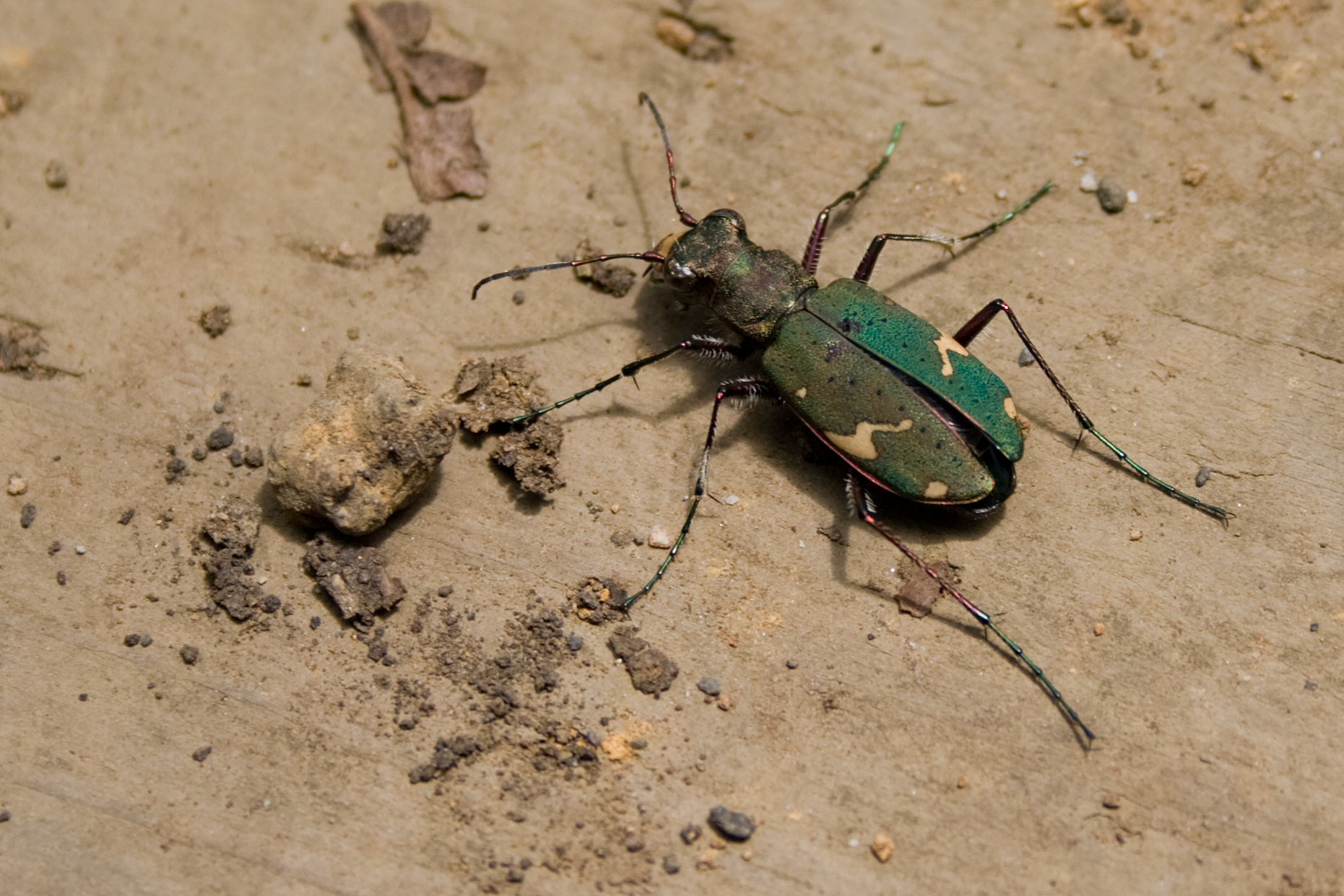
ニワハンミョウ

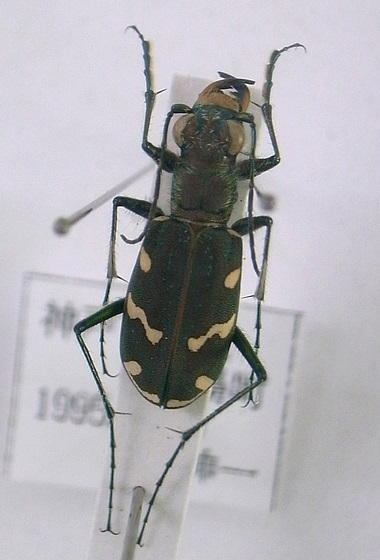
アイヌハンミョウ

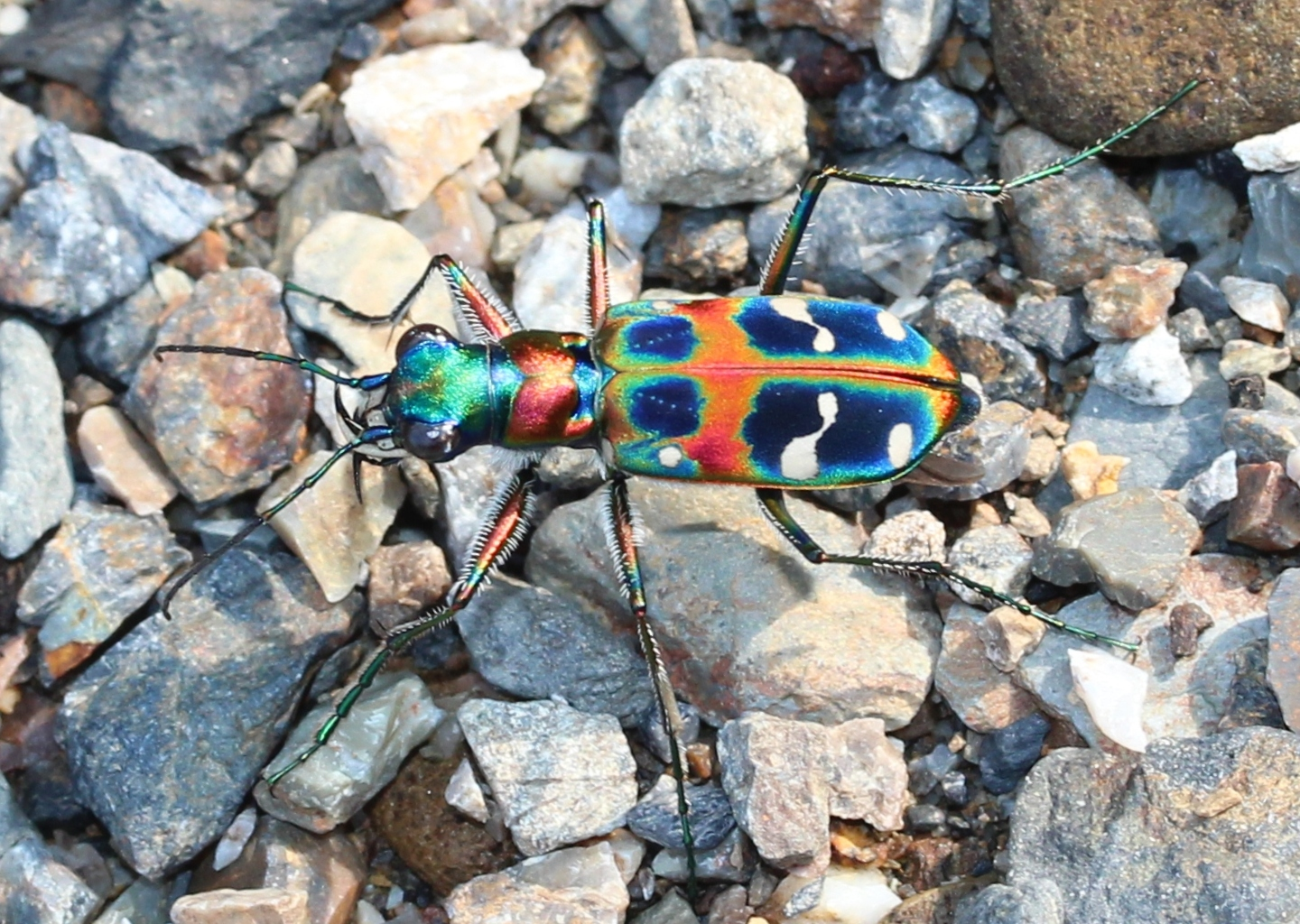
ハンミョウ（ナミハンミョウ）

- ヤエヤマクビナガハンミョウ Neocollyris loochooensis
- シロスジメダカハンミョウ Therates alboobliquatus
  - ヤクシロスジメダカハンミョウ Therates alboobliquatus yakushimanus
  - イリオモテシロスジメダカハンミョウ Therates alboobliquatus iriomotensis
- ニワハンミョウ Cicindela japana
  - Cicindela japana japona
  - エゾニワハンミョウ Cicindela japana inhumeralis
  - トサニワハンミョウ Cicindela japana tosana
- コニワハンミョウ Cicindela transbaicalica
  - Cicindela transbaicalica japanensis
- マガタマハンミョウ Cylindera ovipennis
- Cicindela gemmata
  - アイヌハンミョウ Cicindela gemmata aino
  - シコクハンミョウ Cicindela gemmata shikokuana
- ルイスハンミョウ Cicindela lewisi
- ミヤマハンミョウ Cicindela sachalinensis
  - Cicindela sachalinensis niohozana
- ハンミョウ（ナミハンミョウ） Sophiodela japonica
  - Cicindelia japonica japonica
- オキナワハンミョウ Sophiodela okinawana[2] - ナミハンミョウの亜種とする説もある。
- アマミハンミョウ Sophiodela ferriei
  - Sophiodela ferriei ferriei
  - トクノシマハンミョウ Sophiodela ferriei ndigonacea
- ヒメハンミョウ（エリザハンミョウ） Cylindera elisae
- オガサワラハンミョウ Cylindera bonina
- コハンミョウ Myriochile speculifera
- Cylindera kaleea
  - トウキョウヒメハンミョウ Cylindera kaleea yedoensis
- オキナワヒメハンミョウ（リュウキュウヒメハンミョウ） Cylindera humerula
- ヒメヤツボシハンミョウ Cylindera psilica
- Cylindera psilica luchuensis
- ホソハンミョウ Cylindera gracilis
- ヨドシロヘリハンミョウ Callytron inspeculare
- シロヘリハンミョウ Callytron yuasai
  - Callytron yuasai yuasai
  - ミヤケシロヘリハンミョウ Callytron yuasai miyakejimana
  - オキナワシロヘリハンミョウ Callytron yuasai okinawense
- タテスジハンミョウ Lophyra striolata
  - Lophyra striolata dorsolineolata
- ハラビロハンミョウ Lophyridia angulata
  - Lophyridia angulata niponensis
- イカリモンハンミョウ Abroscelis anchoralis
  - Abroscelis anchoralis punctatissima
- カワラハンミョウ Chaetodera laetescripta
  - Chaetodera laetescripta laetescripta
  - Chaetodera laetescripta circumpictula
  - キュウシュウカワラハンミョウ Chaetodera laetescripta kiushuensis
- タイワンヤツボシハンミョウ Cosmodeila batesi - 台湾からの外来種

| 分類                                    | 標準和名                   | 学名                        |
| --------------------------------------- | -------------------------- | --------------------------- |
| 絶滅危惧IA類 (CR)（環境省レッドリスト） | オガサワラハンミョウ       | Cylindera bonina            |
| 絶滅危惧IB類 (EN)（環境省レッドリスト） | イカリモンハンミョウ       | Abroscelis anchoralis       |
| 絶滅危惧IB類 (EN)（環境省レッドリスト） | カワラハンミョウ           | Chaetodera laetescripta     |
| 絶滅危惧IB類 (EN)（環境省レッドリスト） | ルイスハンミョウ           | Cicindela lewisi            |
| 絶滅危惧II類 (VU)（環境省レッドリスト） | ヨドシロヘリハンミョウ     | Callytron inspeculare       |
| 絶滅危惧II類 (VU)（環境省レッドリスト） | ホソハンミョウ             | Cylindera gracilis          |
| 絶滅危惧II類 (VU)（環境省レッドリスト） | ハラビロハンミョウ         | Lophyridia angulata         |
| 準絶滅危惧（NT）（環境省レッドリスト）  | オキナワシロヘリハンミョウ | Callytron yuasai okinawense |
| 準絶滅危惧（NT）（環境省レッドリスト）  | シロヘリハンミョウ         | Callytron yuasai yuasai     |
| 準絶滅危惧（NT）（環境省レッドリスト）  | アイヌハンミョウ           | Cicindela gemmata aino      |